# Adesivi strutturali
Gli adesivi strutturali sono quegli adesivi, a base di resine acriliche modificate, poliuretaniche, epossidiche o siliconiche, in grado di sopportare grandi sforzi meccanici e di sostituire i tradizionali metodi di giunzione con notevoli vantaggi tecnologici. Gli adesivi strutturali si definiscono tali, perché nel momento della loro applicazione e reticolazione, entrano direttamente nella struttura del materiale, diventandone parte integrante. Essi consentono di avere una distribuzione continua delle sollecitazioni nei punti di giunzione, ed anche una maggiore resistenza alle vibrazioni. In determinati casi possono sopportare carichi anche di oltre 100 kg/cm2.  Molto, comunque, dipende dalla geometria e dalla superficie della giunzione da incollare. 
Gli adesivi strutturali sono generalmente "bicomponenti", cioè la polimerizzazione dipende da una reazione con una sostanza accelerante. La polimerizzazione è quindi indipendente dall'umidità, temperatura, pressione e altre cause esterne. 
Gli adesivi poliuretanici sono i più utilizzati, ma non resistono alle temperature elevate, ai raggi solari e all'umidità persistente. Gli epossidici resistono a temperature, all'esterno, all'umidità, ma di contro sono più rigidi. Gli strutturali siliconici trovano utilizzo nelle vetrofacciate, in quanto flessibili, durevoli all'esterno, con alto potere adesivo e sigillante su vetro.